# Sapromyza brunneovittata
Sapromyza brunneovittata är en tvåvingeart som beskrevs av Malloch 1926. Sapromyza brunneovittata ingår i släktet Sapromyza och familjen lövflugor. Inga underarter finns listade i Catalogue of Life.